# Устроне (Лодзинське воєводство)
Устроне (пол. Ustronie) — село в Польщі, у гміні Зґеж Зґерського повіту Лодзинського воєводства.
Населення — 539 осіб (2011).
У 1975-1998 роках село належало до Лодзинського воєводства.

## Демографія
Демографічна структура станом на 31 березня 2011 року:
|          | Загалом | Допрацездатний вік | Працездатний вік | Постпрацездатний вік |
| -------- | ------- | ------------------ | ---------------- | -------------------- |
| Чоловіки | 259     | 60                 | 176              | 23                   |
| Жінки    | 280     | 52                 | 165              | 63                   |
| Разом    | 539     | 112                | 341              | 86                   |